# Le Grau-du-Roi
Le Grau-du-Roi (in occitano Lo Grau dau Rei) è un comune francese di 8 100 abitanti situato nel dipartimento del Gard, nella regione dell'Occitania.

## Società

### Evoluzione demografica
Abitanti censiti

## Gemellaggio
- Dossenheim